# Walther Florian
Walther Florian (* 20. November 1921 in Haidenbach, Österreich; † 19. Mai 2010) war ein deutscher Nationalsozialist und Wirtschaftswissenschaftler.

## Werdegang
Florian studierte Wirtschaftswissenschaften und schloss mit Promotion zum Dr. rer. pol. ab. Zum 17. September 1938 trat er der SS bei und war seit 10. Januar 1941 in der der Waffen-SS aktiv. Er war Angehöriger der SS-Kampfgruppe Fegelein, auf deren Konto rund 40.000 nachgewiesene Morde gehen.
Er arbeitete nach Ende des Zweiten Weltkriegs bei der Rhein-Main-Bank, später bei der Einfuhr- und Vorratsstelle für Getreide- und Futtermittel. 1957 kam er in das Bundesministerium für Ernährung, Landwirtschaft und Forsten. Dort leitete er ab 1967 die Abteilung „Getreidewirtschaft“, ab 1968 die Unterabteilung  „Pflanzliche Erzeugnisse, allgemeine Angelegenheiten der Ernährungswissenschaft“ und ab 1976 die Abteilung „Marktpolitik“, in der er für die Umsetzung der europäischen Marktordnungen zuständig war.
Am 17. Oktober 1984 wurde er unter Landwirtschaftsminister Ignaz Kiechle als Nachfolger von Hans-Jürgen Rohr zum Staatssekretär ernannt. Am 1. Juli 1987 trat er in den Ruhestand.

## Ehrungen
- 1987: Großes Verdienstkreuz mit Stern des Verdienstordens der Bundesrepublik Deutschland